# Pabellón Jay Pritzker
El Pabellón Jay Pritzker, también conocido en inglés como Jay Pritzker Pavilion, Pritzker Music Pavilion o simplemente Pritzker Pavilion, es un templete de música localizado en el Millenium Park, en el Chicago Loop de Chicago, Estados Unidos.
El pabellón fue diseñado por el arquitecto canadiense Frank Gehry, y recibe el nombre de un miembro de la familia Pritzker, Jay Pritzker. Está ubicado en el Millennium Park y su construcción se llevó a cabo entre junio de 1999 y julio de 2004. Se localiza al sur de la calle Randolph Street, conocida por contar con algunos de los edificios más altos de la ciudad.
Es el lugar en el que se realizan las actividades de la Grant Park Symphony Orchestra and Chorus, y por lo tanto, también es donde se celebra el Grant Park Music Festival. 